# Auzeodes nigroseriata
Auzeodes nigroseriata är en fjärilsart som beskrevs av W. Warren 1893. Auzeodes nigroseriata ingår i släktet Auzeodes och familjen mätare. Inga underarter finns listade i Catalogue of Life.